# Den hvide Klovn
Den hvide Klovn er en dansk stum melodramafilm fra 1912 produceret af Det Skandinavisk-Russiske Handelshus med Rasmus Ottesen og Emilie Sannom i hovedrollerne som henholdsvis Den hvide Klovn og dennes hustru. Filmens instruktør er ukendt.
Filmen havde dansk premiere den 3. oktober 1912 i Victoria-Teatret og blev distribueret i bl.a. Tyskland og Sverige. Filmen anses som tabt.

## Handling
Den hvide klovns hustru er utro med cirkusdirektøren. Den hvide klovn kan betro sig til kunstberidersken om sin ulykke. En dag bliver det for meget for kloven og går på værtshus. Kunstberidersken får han til at komme tilbage til cirkus, hvor cirkusdirektøren skal opføre sit dramatiske vovestykke. Klovens vrede gør ham dog nervøs, og cirkusdirektøren omkommer under sin optræden. Den hvide Klovn har et opgør med sin hustru, og kunstberidersken lægger sig i mellem. Den hvide klovn må pludselig mægle mellem de to kvinder, og han opdager, at han det er Kunstberidersken, som han elsker.

## Medvirkende
- Richard Jensen - Cirkusdirektør
- Gudrun Houlberg - Kunstberiderske
- Rasmus Ottesen - Den hvide Klovn
- Emilie Sannom - Klovnens hustru